# Scaptomyza cnecosoma
Scaptomyza cnecosoma är en tvåvingeart som beskrevs av Hardy 1965. Scaptomyza cnecosoma ingår i släktet Scaptomyza och familjen daggflugor. Inga underarter finns listade i Catalogue of Life.